# Colt 45 (ölsort)
Colt 45 är en amerikansk ölsort som bryggs i Texas. På 1980-talet medverkade skådespelaren Billy Dee Williams i reklam för Colt 45, och denna öl är ofta förknippad med afroamerikansk kultur.  
Colt .45 kan beteckna revolvern Colt Single Action Army (även kallad Colt Peacemaker) eller den halvautomatiska pistolen Colt M1911